# عبد الباري قاسم
عبد الباري قاسم،  ولد في السابع من نوفمبر 1926م بحي (كريتر) في مدينة عدن باليمن، ودرس في صباه القرآن الكريم، والفقه، والحديث، وعلوم اللغة على أبيه، وكان عالمًا معروفًا، ثم درس المرحلتين: الابتدائية والمتوسطة في عدد من مدارس مدينةعدن. أسس صحيفة ومؤسسة 14 أكتوبر. قُتل في حادث تفجير طائرة الدبلوماسيين، التي كانت المتوجهة من مدينة عدن إلى محافظة حضرموت. 

## عمله
تعيّن مدرسًا لمواد التربية الإسلامية واللغة العربية في إحدى مدارس مدينة عدن، ثم عمل محررًا صحفيًًّا لفترة قصيرة في صحيفة (الأيام)، ثم سافر إلى المملكة العربية السعودية عام 1375هـ/1955م؛ حيث عمل هناك في إدارة إحدى الشركات حتى عام 1382هـ/1962م، ثم عاد إلى مدينة عدن، ومنها إلى مدينة تعز؛ حيث تعيّن مسئولاً إعلاميًًّا لتنظيم (الجبهة القومية)، ثم عاد إلى مدينة عدن عام 1386هـ/1966م، ومنها سافر إلى حضرموت لتعزيز العمل التنظيمي لـ(الجبهة القومية) هناك، ثم تعين عام 1387هـ/1967م مسئولاً تنظيميًًّا للجبهة في مدينة (لودر)، وبلاد (العواذل)، ومناطق أخرى، ثم تعيّن رئيسًا لمجلس الإدارة، ومديرًاعامًّا لمؤسسة (14أكتوبر) للطباعة والنشر، ورئيسًا لتحرير صحيفة (14 أكتوبر) اليومية التي صدر العدد الأول منها بتاريخ 19/10/1387هـ، الموافق 19/1/1968م، وهو الذي اقترح هذا الاسم للمؤسسة وللصحيفة، وفي عام 1389هـ/1969م تعيّن قائدًا لمحافظة حضرموت، وكُلّف بإعادة ترتيب الأوضاع فيها نظرًا لعلاقته الحسنة بأبناء المحافظة، ثم تعيّن في نفس العام وزيرًا للثقافة والإرشاد، ووزيرًا بالوكالة لوزارة التربية والتعليم، وعضوًا في اللجنة التنظيمية لـ(الجبهة القومية)، ثم استقال من منصبيه الوزاريين عام 1390هـ/1970م؛ فتعيّن سفيرًا مفوضًا فوق العادة لجمهورية اليمن الديمقراطية في الصومال، وافتتح في العام التالي سفارتي اليمن الديمقراطية في كلٍّ من: كينيا، وتنزانيا، وتعيّن سفيرًا غير مقيم، إضافة إلى عمله السابق.

## موهبته الأدبية
ظهرت موهبته الأدبية في كتابة الشعر والقصة في سن مبكرة، ونشر عددًا من أعماله الأدبية في صحيفتي: (فتاة الجزيرة)، و(الأيام)، وشارك في تأسيس (النادي الثقافي) في مدينة عدن.

## في المجال السياسي
التحق بحركة (القوميين العرب) منذ تأسيسها، والتحق بالفرقة اليمنية المتطوعة للدفاع عن فلسطين عام 1367هـ/1948م، وأثناء عمله في المملكة العربية السعودية سافر إلى مصر ضمن طلائع المتطوعين للدفاع عن مصر ضد العدوان الثلاثي عام 1376هـ/1956م، وبعد عودته إلى اليمن؛ شارك في تأسيس تنظيم (الجبهة القومية)، وشارك في مؤتمرها الأول، وفي وضع "الميثاق الوطني"، الدليل النظري للجبهة، ثم تنقل في عدد من المناصب الفكرية والتنظيمية داخل الجبهة، وعُرف باسمه التنظيمي (حسين عبّاد)، وفي المؤتمر الرابع للجبهة عام 1388هـ/1968م تعيّن عضوًا في القيادة العامة للجبهة، وعضوًا في اللجنة التنفيذية، واختير في العام نفسه مبعوثًا شخصيًًّا للرئيس قحطان الشعبي إلى أندونيسيا؛ لإقامة علاقات دبلوماسية مع اليمن.

## المؤتمرات
حضر عددًا من المؤتمرات المحلية والدولية؛ منها: المؤتمر القومي الأول لقادة الإعلام العربي، الذي عقد في مدينة القاهرة بدعوة من الرئيس جمال عبد الناصر عام 1388هـ/1968م، وترأس وفد اليمن الديمقراطية في مؤتمر البرلمانيين العرب الذي انعقد في القاهرة عام 1390هـ/1970م.

## وفاته
قُتل في 30 أبريل 1973م مع عدد من الدبلوماسيين من أنصار الرئيس المخلوع قحطان الشعبي في حادث الطائرة المتوجهة من مدينة عدن إلى محافظة حضرموت، والمعروفة ب"طائرة الموت"، فانفجرت في أجواء محافظة شبوة وذلك عقب انتهاء مؤتمر الدبلوماسيين الأول الذي دعت إليه القيادة السياسية في عهد الرئيس سالم ربيع علي.